# Hội đường Szolnok

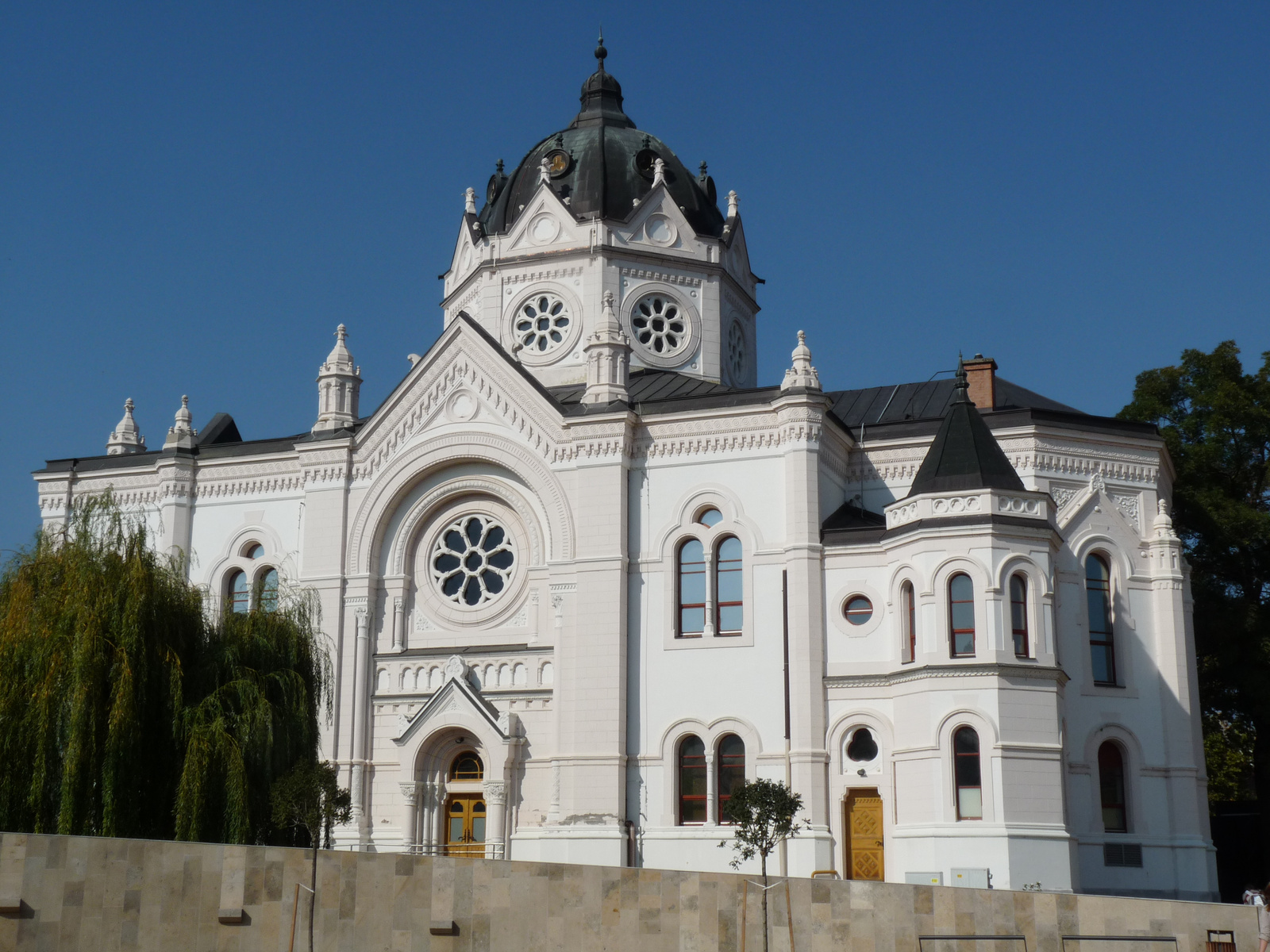
Phòng trưng bày Szolnok

Phòng trưng bày Szolnok (tiếng Hungary: korábban Szolnoki Zsinagóga) nằm trong Hội đường Do Thái Szolnok, là phòng trưng bày nghệ thuật lâu đời ở thủ đô Budapest. Đây là nơi thường xuyên tổ chức các cuộc triển lãm nghệ thuật độc đáo.

## Lịch sử
Năm 1898, hội đường Szolnok chính thức hoàn thành xây dựng. Kiến trúc của tòa nhà do kiến trúc sư Lipót Baumhorn đảm nhiệm thiết kế bao gồm hội trường và nhiều phòng trưng bày nghệ thuật khác. Hội đường Szolnok là hội đường Do Thái thứ ba do Baumhorn thiết kế, kiến trúc nơi đây mang đậm dấu ấn từ chuyến tham quan nghiên cứu nghệ thuật của ông tại đất nước Ý. Theo thiết kế ban đầu của ông, tòa nhà chính của hội đường sẽ kế thừa phong cách nghệ thuật của Bảo tàng Nghệ thuật Ứng dụng Budapest. Ngoài ra, bốn mặt tiền sẽ theo kiến trúc Gothic Ý.
Sự đồ sộ bên ngoài và sự đa dạng nghệ thuật của bên trong tòa nhà đã hòa hợp với nhau tạo nên một công trình độc đáo. Tòa nhà có kích thước bên ngoài 19,83x34,11 mét và không gian bên trong rộng 17,95x17,85 mét. Mái vòm được chống đỡ bằng các cột hình trụ và bên dưới là các căn phòng trưng bày. Trước đây, một bức tượng trang nhã được đặt ở trước bức tường phía đông là điểm nhấn của hội đường, tuy nhiên đã được di dời.